# 松永藤雄
松永 藤雄（まつなが ふじお、1911年〈明治44年〉5月12日 - 1997年〈平成9年〉10月11日）は、日本の内科医。専門は、消化器病学（特に、大腸疾患）。弘前大学名誉教授。勲二等瑞宝章、従三位。医学博士。

## 経歴
群馬県利根郡沼田町（現・沼田市）上久屋町に生まれる。旧制沼田中学校（現・群馬県立沼田高等学校）、第二高等学校を経て東北帝国大学医学部卒業。1936年、同医学部内科教室（教授山川章太郎、助教授黒川利雄）に入局。
1942年医学博士。1948年、弘前医科大学教授（1952年、弘前大学に改称）。1959年から1963年まで同大学附属病院長。1972年から1975年まで同大学医学部長。1975年、同大学退官後、都立駒込病院院長に就任、1984年より同病院名誉院長。
1943年11月、黒川利雄と共に南京に赴き約2週間滞在して、 汪兆銘、 陳璧君、 褚民誼、 呂栄寰らを診察した。
日本精神身体医学会総会、日本消化器病学会総会会長などを歴任。日本内科学会、日本消化器病学会、日本大腸肛門病学会、日本心身医学会、日本自律神経学会、日本大腸癌研究会などの名誉会員。1969年より日本学術会議第8期会員（第8部）。東京尚仁会（東北大学医学部第三内科同窓会支部）会長。1976年藍綬褒章、1984年勲二等瑞宝章受章。
1997年（平成9年）没、享年86。

## 論文
- 国立情報学研究所収録論文 国立情報学研究所

## 参考資料
- 汪兆銘夫妻と黒川先生、松永藤雄、東北大学医学部第三内科尚仁会誌（1965）
- 野火と春風、松永藤雄、私家版（1988）
- 追慕－松永藤雄先生追悼集－、弘前大学医学部第一内科同門会・月水会（1998）